# Gonodontis pallida
Gonodontis pallida är en fjärilsart som beskrevs av Butler 1880. Gonodontis pallida ingår i släktet Gonodontis och familjen mätare. Inga underarter finns listade i Catalogue of Life.